# PKP-Baureihe MBxd1

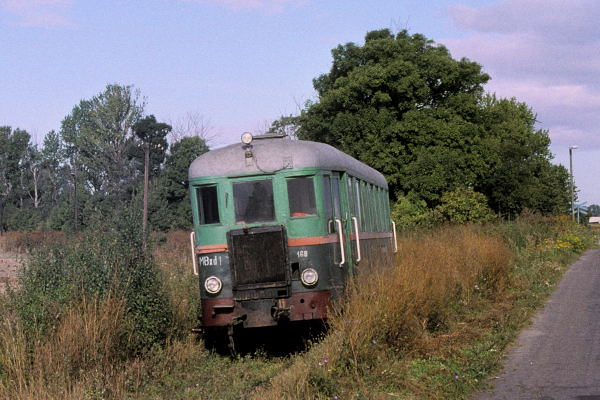
Triebwagen MBxd1 168 in Ostrowy (2004)

In der Baureihe MBxd1 fassten die Polnischen Staatsbahnen vierachsige Schmalspur-Triebwagen mit Dieselmotor zusammen.

## Definition der Bauartbezeichnung
Die PKP führten 1960 für die Schmalspurfahrzeuge ein Bezeichnungssystem auf, das anstelle von den bei Normalspurfahrzeugen und Schmalspur-Dampflokomotiven üblichen Baureihenbezeichnungen in der Bezeichnung die wesentlichen Merkmale des Fahrzeugs verschlüsselt. Diese Kurzbezeichnungen wurden üblicherweise anstelle einer Baureihenbezeichnung verwendet und sind auch für die eindeutige Kennzeichnung eines Fahrzeugs unverzichtbar, da Triebwagen und Diesellokomotiven parallel nummeriert wurden. Trotzdem umfasst die Bauart MBxd1 Triebwagen unterschiedlichster Baujahre und Gestalt und der Spurweiten 750 mm und 1000 mm.
Die einzelnen Buchstaben der Bezeichnung MBxd1 stehen für
- M: Schmalspurtriebwagen (motorowy)
- B: zweite Klasse
- x: vier Achsen
- d: Hochdruckverbrennungsmotor (Dieselmotor)
- 1: mechanische Kraftübertragung[1]

## Übersicht über die Triebwagen der Bauart MBxd1
Die Triebwagen der Bauart MBxd1 stammten teilweise von deutschen und polnischen Privatbahnen. Die Bezeichnung MBxd1 trugen diese Fahrzeuge erst ab 1960.
| Nummernreihe | Bahngesellschaft                 | Achsformel                   | Hersteller                          | Baujahr      | Anzahl | Spurweite |
| ------------ | -------------------------------- | ---------------------------- | ----------------------------------- | ------------ | ------ | --------- |
| 111          | PKP                              | 2’B’                         | Krośniewicka KD                     | 1933         | 1      | 750 mm    |
| 114–115 *    | DR                               | B’2’                         | Busch                               | 1938         | 3      | 750 mm    |
| 161–169      | PKP                              | A1’2’                        | Krotoszyńska KD, Krośniewicka KD ** | 1964–1966 ** | 9      | 750 mm    |
| 201–204      | PKP                              | B’2’                         | Konstal                             | 1960–1967    | 4      | 750 mm    |
| 341–344, 347 | Warszawska KD                    | (1A)(A1)                     | Lilpop, Rau i Loewenstein           | 1937         | 5      | 1000 mm   |
| 345–346      | Saatziger Kleinbahnen T1 und T 2 | (1A)(A1)                     | Dessauer Waggonfabrik               | 1936         | 2      | 1000 mm   |
| 348          | Warszawska KD                    | B’2’                         | Warszawska KD                       | 1935         | 1      | 1000 mm   |
| 349–354      | Warschauer Eisenbahnen West      | (1A)(A1)                     | Lilpop, Rau i Loewenstein           | 1940         | 6      | 1000 mm   |
| 355          | Regenwalder Kleinbahnen T1       | (1A)(A1), nach Umbau (1A) 2’ | Waggonfabrik Wismar 21133           | 1939         | 1      | 1000 mm   |
| 356–359      | PKP                              | (1A)(A1)                     | PKP (ZNTK Wrocław)                  | 1961–1962    | 4      | 1000 mm   |

(*) Der baugleiche 116 erhielt die Bezeichnung MBxd1 aufgrund vorheriger Ausmusterung nicht mehr.

(**) Umbau aus Personenwagen